# Shanxia tianzhenensis
Shanxia tianzhenensis — вид птахотазових динозаврів родини Анкілозаврові (Ankylosauridae). Вид існував наприкінці крейдяного періоду на території Азії. Його останки були виявлені та названі на честь провінції Шаньсі Китаю, де відомий тільки з клаптевих останків, що знайдені в річкових відкладеннях. На підставі відносних довжин стегна та інших кісток гомілки, розраховано, що він, ймовірно, досягав завдовжки близько 3,6 м.